# California Jamming
California Jamming – album koncertowy brytyjskiego zespołu hardrockowego Deep Purple zarejestrowany w roku 1974 i wydany po raz pierwszy w roku 1996, ponowne wydanie zremasterowanego albumu nastąpiło w roku 2003 z utworem bonusowym "Lay Down, Stay Down".
Materiał na płytę został zarejestrowany podczas niesławnego koncertu Deep Purple na festiwalu California Jam Festival 6 kwietnia 1974, który był emitowany w telewizji przez ABC-TV w czasie największej oglądalności. Pod koniec koncertu gitarzysta Ritchie Blackmore najpierw zaatakował swoją gitarą jedną z kamer sieci telewizyjnej, która stała między nim a widownią, następnie oblał swoje wzmacniacze benzyną i je podpalił, co spowodowało eksplozję.

## Wydania
Występ Deep Purple w Kalifornii był dostępny przez wiele lat w kilku różnych wersjach pod różnymi nazwami, pośród nich: California Jamming, Live at the Ontario Speedway '74, Live at the California Jam i w końcu California Jam 1974 (nie licząc kolejnych reedycji, przeważnie japońskich). Większość z nich to wybiórcze fragmenty występu, żadna z nich nie prezentuje pełnego koncertu, przede wszystkim zauważalny jest brak całego utworu "Lay Down, Stay Down".
Przy kolejnych reedycjach usiłowano ulepszyć jakość dźwięku (najwcześniejsze były bardzo słabe pod tym względem). Koncert sam w sobie pełen był technicznych niepowodzeń i wydawało się to niemożliwe do zrobienia.

## Lista utworów
Wszystkie, z wyjątkiem opisanych skomponowali David Coverdale, Ritchie Blackmore, Jon Lord, Glenn Hughes i Ian Paice.

### Wydanie oryginalne 1996
| 1. | "Burn"                                                                  | 6:21    |
|    |                                                                         |         |
| 2. | "Might Just Take Your Life"                                             | 4:41    |
|    |                                                                         |         |
| 3. | "Mistreated" (Coverdale, Blackmore)                                     | 10:13   |
|    |                                                                         |         |
| 4. | "Smoke on the Water" (Ian Gillan, Blackmore, Roger Glover, Lord, Paice) | 8:26    |
|    |                                                                         |         |
| 5. | "You Fool No One"                                                       | 18:42   |
|    |                                                                         |         |
| 6. | a) "The Mule" (Gillan, Blackmore, Glover, Lord, Paice)                  | 25:13   |
|    | b) "Space Truckin'" (Gillan, Blackmore, Glover, Lord, Paice)            |         |
|    |                                                                         | 1:13:36 |
|    |                                                                         |         |

### Wydanie zremasterowane 2003
| 1. | "Burn"                                                        | 6:20    |
|    |                                                               |         |
| 2. | "Might Just Take Your Life"                                   | 4:49    |
|    |                                                               |         |
| 3. | "Lay Down, Stay Down"                                         | 4:45    |
|    |                                                               |         |
| 4. | "Mistreated" (Coverdale, Blackmore)                           | 10:24   |
|    |                                                               |         |
| 5. | "Smoke on the Water" (Gillan, Blackmore, Glover, Lord, Paice) | 8:55    |
|    |                                                               |         |
| 6. | a) "You Fool No One" (Coverdale, Blackmore, Lord, Paice)      | 19:08   |
|    | b) "The Mule" (Gillan, Blackmore, Glover, Lord, Paice)        |         |
| 7. | "Space Truckin' (Gillan, Blackmore, Glover, Lord, Paice)      | 25:12   |
|    |                                                               |         |
|    |                                                               | 1:19:33 |
|    |                                                               |         |

## Wykonawcy
- David Coverdale – śpiew
- Ritchie Blackmore – gitara
- Glenn Hughes – gitara basowa, śpiew
- Jon Lord – organy, syntezator, wokal towarzyszący
- Ian Paice – perkusja